# Kyle Eastwood
Kyle Eastwood, född 19 maj 1968 i Los Angeles, Kalifornien, är en amerikansk jazzmusiker. Han är son till Clint Eastwood och Maggie Johnson.

## Diskografi
- 1982 - Honkytonk Man *film*
- 1998 - From There to Here
- 2004 - Paris Blue
- 2006 - Now
- 2009 - Invictus

## Galleri

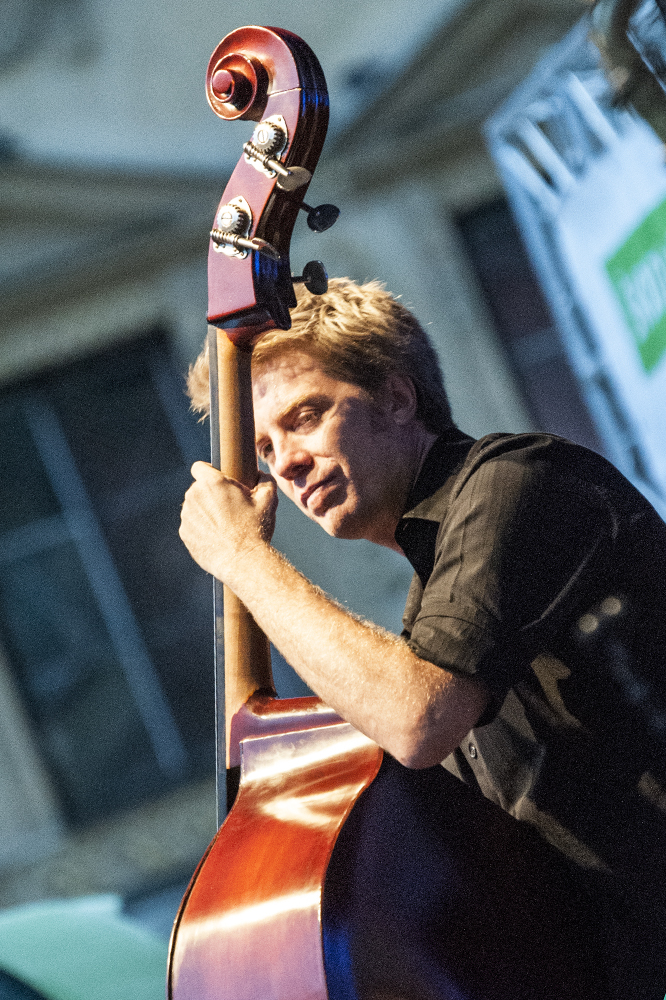
Kyle Eastwood spelar kontrabas i Warszawa, Polen - 2012
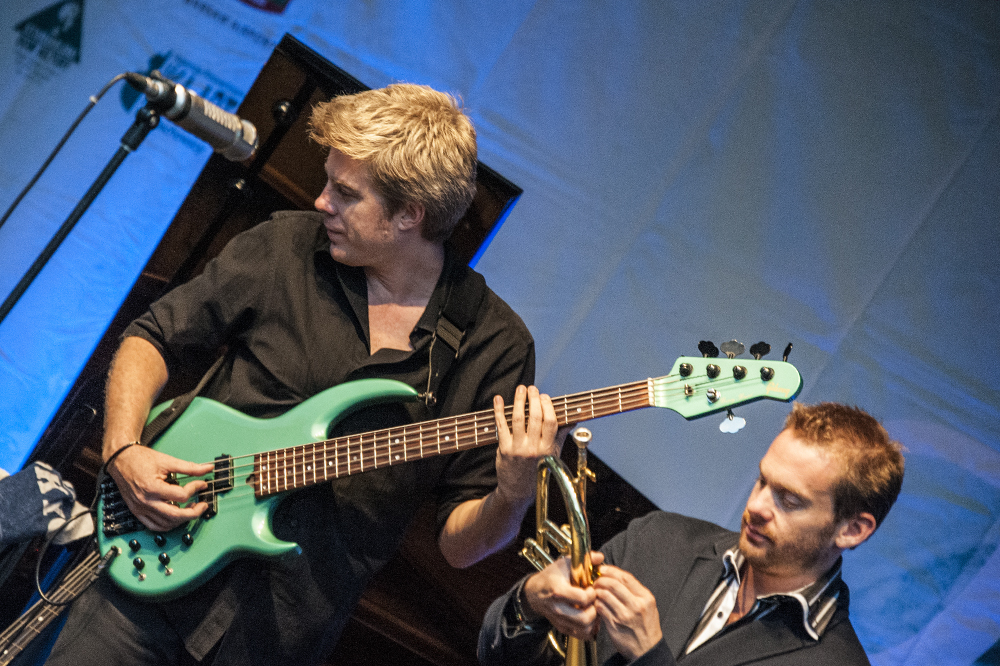
Kyle Eastwood - elbas, och Graeme Flowers - flygelhorn - Warszawa 2012
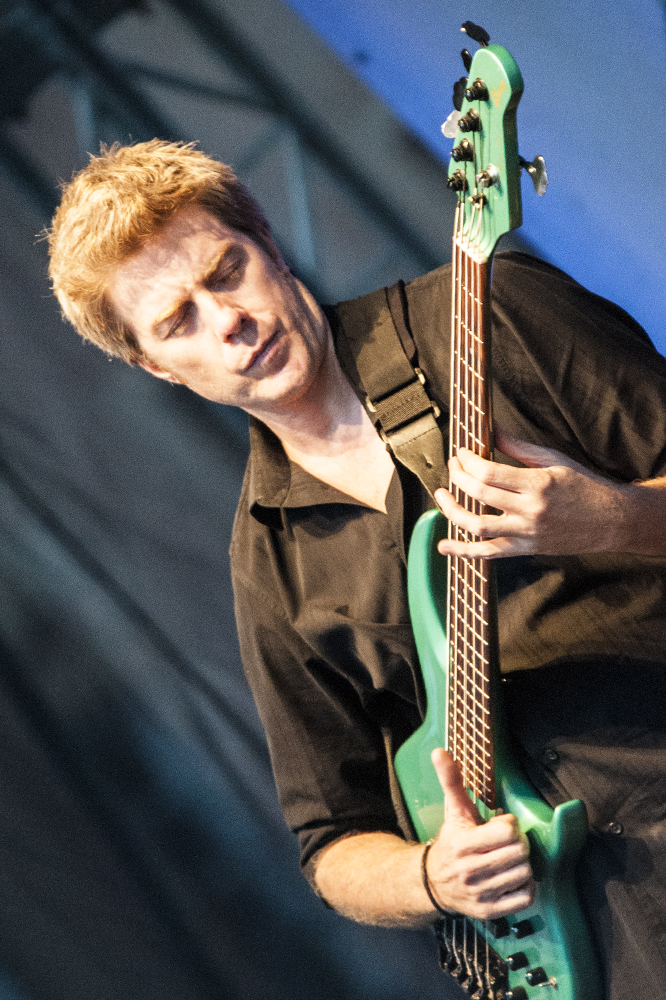
Kyle Eastwood spelar elbas gitarr i Warszawa, Polen - 2012